# Конституция РСФСР 1937 года
Конституция РСФСР 1937 года — основной закон Российской Советской Федеративной Социалистической Республики с 1937 по 1978 год. Заменила Всероссийский Съезд советов рабочих, крестьянских, красноармейских и казачьих депутатов и ВЦИК Советов новым высшим органом государственной власти — Верховным Советом, местные Съезды Советов рабочих и крестьянских депутатов — Советами депутатов трудящихся.

## Причины принятия
Решение о составлении новой конституции было принято XVI Всероссийским Съездом Советов рабочих и крестьянских депутатов; она была принята Постановлением XVII чрезвычайного Всероссийского Съезда Советов рабочих и крестьянских депутатов от 21 января 1937 года «Об Утверждении Конституции (Основного Закона) РСФСР».

## Политические изменения

### Органы государственной власти

#### Верховный Совет
Конституция 1937 года учреждала в республике новый высший орган государственной власти — Верховный Совет РСФСР, состоящий из одной палаты, избираемый на основе всеобщего, равного и прямого избирательного права при тайном голосовании гражданами старше 18 лет, без различия пола, религии и национальности, сроком на 4 года. Верховный Совет принимал законы, устанавливал размеры налогов и пошлин, принимал государственный бюджет. Ратификация и денонсация международных договоров были прерогативой Президиума Верховного Совета СССР, а заключение государственных займов — прерогативой Верховного Совета СССР. Провозглашая Верховный Совет высшим органом государственной власти, конституция 1937 года имела оговорку: Верховный Совет осуществляет все полномочия кроме тех, которые входят в компетенцию Президиума Верховного Совета и Совета Народных Комиссаров. Заседания Верховного Совета вёл Председатель Верховного Совета, избираемый Верховным Советом.
К Верховному Совету переходило право формирования и подотчётность Совета Народных Комиссаров (в 1946 году преобразован в Совет Министров). Конституция 1937 года также сохранила народные комиссариаты (в 1946 году были преобразованы в министерства) в качестве центральных исполнительно-распорядительных органов, во главе которых стояли народные комиссары.

#### Коллективный глава государства
Конституцией также создавался Президиум Верховного Совета РСФСР (в составе председателя, заместителей председателя от автономий, секретаря и 20 членов), осуществлявший полномочия главы государства: созыв сессий ВС; издание указов; отмена актов совнаркома, наркоматов и советов нижнего уровня; установление и присвоение почётных званий; осуществление помилования. Указы Президиума Верховного Совета издавались за подписью Председателя Президиума Верховного Совета и Секретаря Президиума Верховного Совета. Президиум Верховного Совета избирался Верховным Советом до окончания полномочий действующего созыва Верховного Совета и был ему подотчётен.

#### Органы местной власти
Органами государственной власти в краях, областях, автономных областях, национальных округах, административных округах, районах, городах, посёлках, сёлах (станицах, деревнях, хуторах, аулах) становились Советы депутатов трудящихся, избираемые на основе всеобщего, равного и прямого избирательного права при тайном голосовании гражданами старше 18 лет сроком на 2 года. Заседания Совета депутатов трудящихся вели избираемые им председатель Совета и секретаря Совета депутатов трудящихся. С момента принятия Конституции 1937 года существовали следующие уровни местной власти: областной уровень (областные советы депутатов трудящихся и областные исполнительные комитеты), районный уровень (районные советы депутатов трудящихся и районные исполнительные комитеты), сельский уровень в крупных сёлах и посёлках (сельские советы депутатов трудящихся и сельские исполнительные комитеты, в городах — городские советы депутатов трудящихся и городские исполнительные комитеты, в посёлках — поселковые советы и поселковые исполнительные комитеты), сельский уровень в мелких сёлах (сельские собрания и сельские комитеты, в городах уличные собрания и уличные комитеты, у крупных улиц — квартальные собрания и квартальные комитеты, в средних сёлах не имевших исполнительных комитетов, разница между сельским советом и сельским комитетов только в обязательности решений).
К Советам депутатов трудящихся переходило право избрания местных исполнительных комитетов. Конституция 1937 года также сохранила местные отделы в качестве местных исполнительно-распорядительных органов, во главе которых стояли начальники отделов.

### Автономия
Конституция 1937 года предусматривала существование в составе России автономных республик, в каждой из которых существовал свой Верховный Совет, а также автономных областей и национальных округов. Каждая автономная республика имела свою конституцию, принимаемую Верховным Советом данной автономной республики и утверждавшуюся Верховным Советом РСФСР. Автономные области принимали положение о данной автономной области которое утверждалась Верховным Советом РСФСР. Каждая автономная республика, автономная область и каждый национальный округ имели свой официальный язык.

### Суды
К Верховному Совету также переходило право избрания Верховного Суда, а к областным советам депутатов трудящихся — право избрания областных судов. Районные народные суды избирались совершеннолетними жителями района. Конституционно закреплялись независимость судей и открытость разбирательства дел.

### Права граждан
В Конституцию 1937 года были включены все права и свободы, предусматривавшиеся российскими конституциями 1918 и 1925 годов — свобода слова, печати, собраний, союзов, неприкосновенность личности и жилища. Наряду с этим в них был упомянут ряд новых прав и свобод — семичасовой рабочий день, ежегодные отпуска с сохранением заработной платы, бесплатная медицинская помощь, всеобщее обязательное восьмилетнее образование, бесплатность всех видов образования, система государственных стипендий, обучение в школах на родном языке, бесплатное производственное техническое и агрономическое обучение, предоставление женщине при беременности отпусков с сохранением содержания. Тем не менее, права человека в СССР систематически нарушались.

## Значение
Политическая система, установленная Конституцией 1937 года, практически не была изменена Конституцией 1978 года и просуществовала до 1990 года.